# 第9回インド国際映画祭
第9回インド国際映画祭（だい9かいインドこくさいえいがさい、9th International Film Festival of India）は、1983年1月3日から同月16日までニューデリーで開催された。この映画祭では第三世界から22か国が参加しており、インド国際映画祭は第三世界における主要な映画市場に位置付けられるようになった。なお、この年は金孔雀賞の長編映画賞及び短編映画賞は選出されなかった。